# Silbury Hill
Silbury Hill, v Evropě největší prehistorický pahorek vzniklý lidskou rukou, leží v severní části anglického hrabství Wiltshire, zhruba 10 km od města Marlborough. Velikostí je srovnatelný s menšími egyptskými pyramidami v Gíze. Spolu se Stonehenge a několika dalšími neolitickými památkami kolem vesnice Avebury byl v roce 1986 zařazen na seznam Světového dědictví UNESCO. O jeho původním účelu se stále diskutuje.

## Poloha

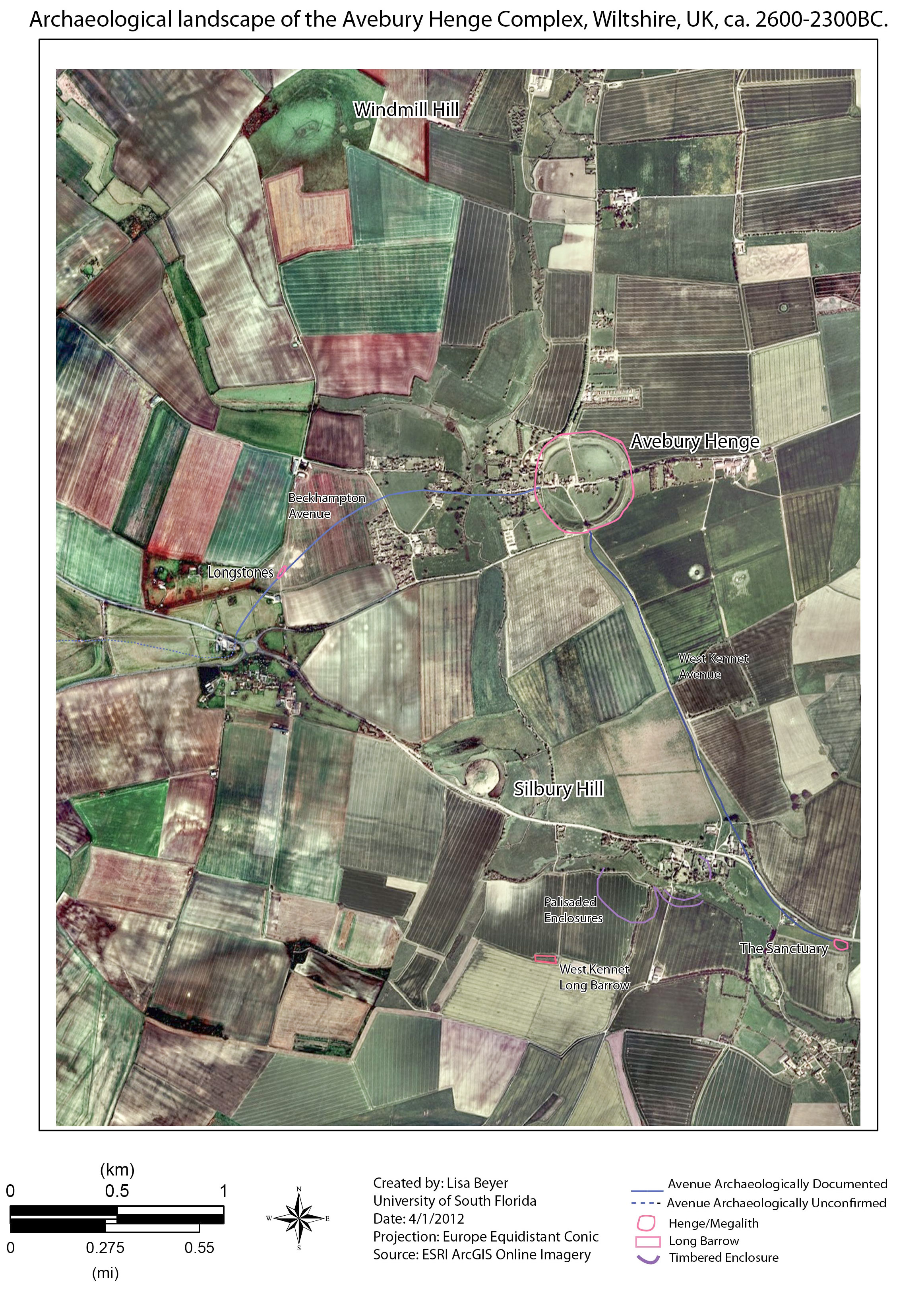
Silbury Hill, pohled z výšky

Silbury Hill leží v údolí Kennet Valley, poblíž pramene řeky Kennet, přítoku Temže; souřadnice 51°24′56″ s. š.,1°51′27″ z. d., nedaleko silnice A4 mezi městy Marlborough a Caine.

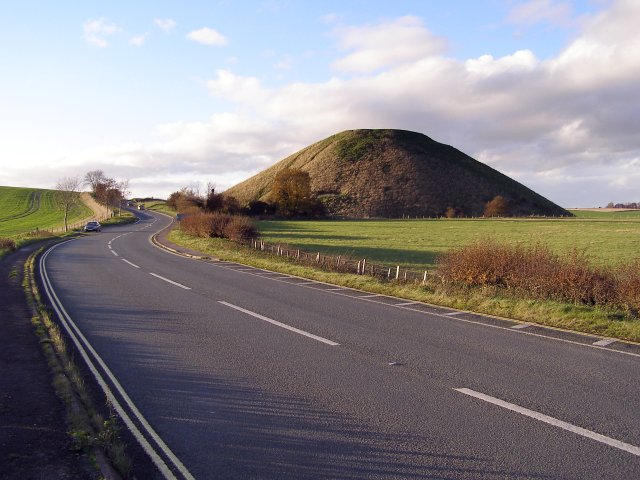
A4 míjí Silbury Hill

Na jih od pahorku vedla cesta, kterou tam postavili Římané; vykopávky v roce 1867 ukázaly, že k němu mířila a vyhnula se mu jen díky ostré zatáčce, což je pokládáno za důkaz, že tam pahorek byl dříve a v krajině představoval orientační bod.

## Popis
Pahorek se nad okolní terén zvedá do výše 40 m. Má tvar pravidelného komolého kužele a jeho základna o průměru 167 m pokrývá plochu 2,1 hektaru. Umělecká rekonstrukce ukazuje jednu z etap vývoje: předpokládanou podobu před rokem 2350 př. n. l. a po něm. 

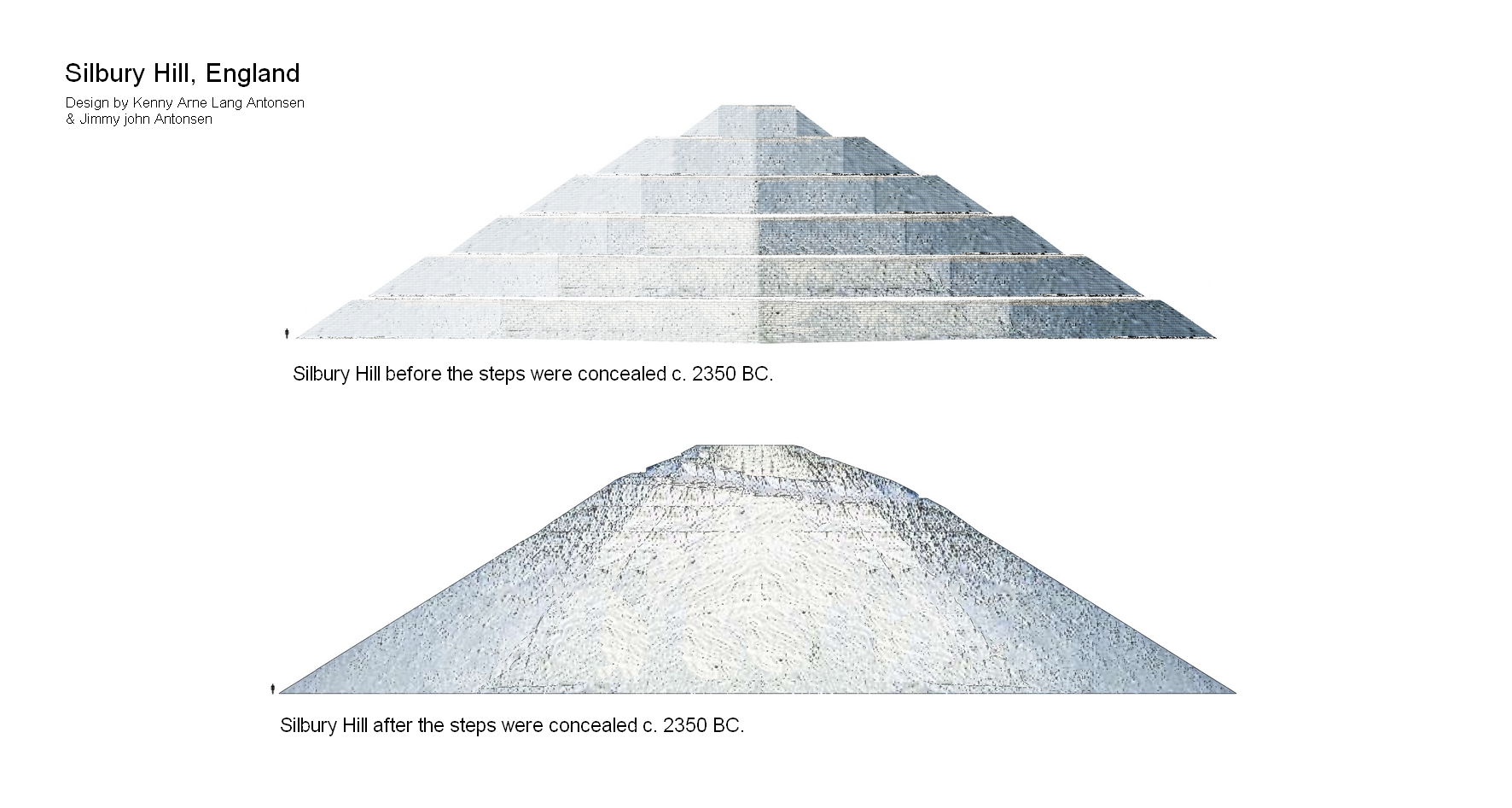
Silbury Hill před rokem 2350 př. n. l. a po něm

 Stopy na vrcholu svědčí o tom, že nynější plošina na vrcholu o průměru 30 m vznikla značně později, až ve středověku, kvůli jakési stavbě pravděpodobně obranného charakteru.

## Stáří
Byl postaven kolem roku 2400 před naším letopočtem, v několika etapách, a je dokladem vynikajících schopností a dovedností tehdejších stavitelů. Na štěrkový základ použili střídavě křídu a hlínu z bezprostředního okolí, včetně materiálu z příkopu, jímž pahorek obehnali; celkem je ho zde nakupeno půl milionu tun.
Profesor Richard Atkinson, který pracoval na této lokalitě v letech 1968 až 1970, objevil mimo jiné pozůstatky okřídlených mravenců, podle nichž určil, že se stavbou pahorku se začalo v srpnu. Jeho datování pomocí C14 už neodpovídá dnešním požadavkům, ale podle jeho názoru se Silbury Hill začal stavět někdy okolo roku 2750 př. n. l.

## Účel stavby
Přes vykopávky v posledních staletích zůstává účel stavby předmětem debat. Pahorek bývá pokládán za mohylu, uměle navršený násep z kamene a/nebo hlíny, obvykle nad jedním nebo více hroby. Legenda o tom, že pod pahorkem je pohřben král Sil, jehož zlatá socha tam sedí na zlatém koni, se však nepotvrdila.
Místní legenda vznik kopce vykládá příhodou s ďáblem; nesl si pytel hlíny, kterou chtěl zasypat obyvatele blízkého města Marlborough, ale kněží z Avebury ho zastavili a hlínu zde upustil.

## Artefakty
Prehistorických artefaktů bylo na tomto místě objeveno málo; pahorek tvoří především hlína, ale v ní jsou například také pazourky, kameny z pískovce, mech, štěrk, jmelí, parohy či volské kosti. Nálezy vytvořené lidmi pocházejí z doby, kdy zde žili Římané, a ze středověku.

## Rostlinstvo
Pahorek je porostlý cennými travami, zejména se uvádí sveřep vzpřímený a ovsík vyvýšený. V hojném počtu se na něm vyskytuje nezelená, parazitická bylina záraza vyšší. I proto byla tato lokalita o rozloze více než dva hektary v roce 1965 označena za místo zvláštního vědeckého zájmu (Site of Special Scientific Interest). Její jedinečnost spočívá v tom, že svahy kopce skloněné ve stejném úhlu na všechny strany umožňují porovnávat, co, kde a jak na nich za daných podmínek roste.

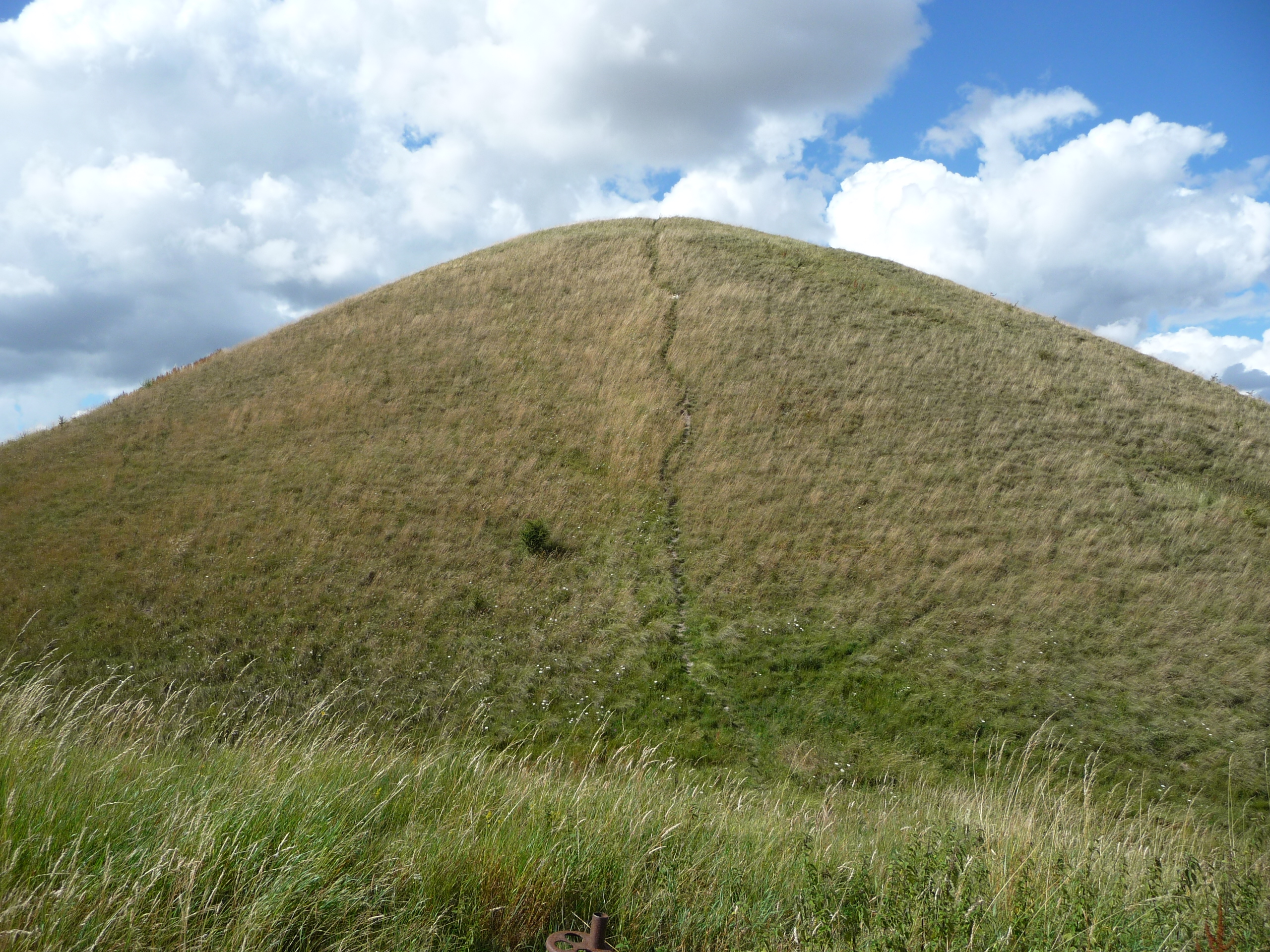
Travní porost

## Silbury Hill a Václav Cílek
Václav Cílek tamější kraj (řečeno jeho slovy „kraj Stonehenge se Silbury Hill, s pravěkými mohylami a kamennými kruhy“), řadí mezi tzv. krajiny posvátné. Tím pojmem označuje specifický typ krajiny, která má určitý transcendentní význam a působí na člověka duchovně. Obvykle se vyznačuje výraznými krajinnými a vegetačními prvky; dojem z nich je umocňován kontrasty s antropogenními objekty, například s archeologickými ruinami. K posvátné krajině patří i legendy a jména jejich hrdinů.